# کوهی اوچیمورا
کوهی اوچیمورا (به ژاپنی: 内村 航平 )(به انگلیسی: Kōhei Uchimura) ژیمناست زادهٔ ۳ ژانویهٔ ۱۹۸۹ میلادی اهل کشور ژاپن است.